# Sport athlétique mérignacais
El Sport athlétique mérignacais (abreviadamente SA Mérignac) es un club polideportivo francés con sede en la ciudad de Mérignac.

## Historia
El club se fundó en febrero de 1972, a consecuencia de la fusión entre el Stade amical mérignacais, el Sport athlétique bordelais y el VGA Médoc.
Posee un total de 28 secciones deportivas, entre las que destacan el fútbol, rugby, balonmano y hockey sobre patines.
El éxito más destacado de la sección de hockey sobre patines fue la consecución de la Copa de Francia de la temporada 2008-2009, en la que derrotó al Hockey Club Quévertois en la final disputada a doble partido por 1-4 (a domicilio) y 4-0 (en casa).

## Palmarés
- 1 Copa de Francia (hockey patines): 2008-2009